# Martin Sonneborn
Martin Hans Sonneborn (* 15. května 1965 Göttingen) je německý novinář a politik, předseda strany Die PARTEI a europoslanec.

## Životopis
Pracoval v humoristických časopisech Eulenspiegel a Titanic, kde byl v letech 2000–2005 šéfredaktorem. Byl redaktorem rubriky Spam v internetové verzi časopisu Der Spiegel a na stanici ZDF uváděl v letech 2009–2014 pořad heute-show zaměřený na politickou satiru. S Andreasem Coerperem natočil v roce 2008 dokumentární film Heimatkunde, v němž ironicky komentuje poměry ve sjednoceném Berlíně. Vystupuje se skupinou Titanic Boy Group a zúčastnil se hackerské konference Chaos Communication Congress.
V roce 2004 založil recesistickou politickou stranu Die PARTEI (název znamená prostě „strana“ a je také zkratkou celého názvu Partei für Arbeit, Rechtsstaat, Tierschutz, Elitenförderung und basisdemokratische Initiative, tj. Strana pro práci, právní stát, ochranu zvířat, podporu elit a iniciativu základní demokracie). V roce 2014 byl za tuto stranu zvolen do Evropského parlamentu a v letech 2019 i 2024 mandát obhájil. Patří mezi nezařazené europoslance. Die PARTEI spolu s Pirátskou stranou Německa navrhla v roce 2017 jeho otce Engelberta Sonneborna na úřad spolkového prezidenta, ve volbách skončil poslední s hlasy deseti poslanců.
Stal se známým díky mystifikaci o tom, že Německo získalo pořadatelství mistrovství světa ve fotbale 2006 pomocí úplatků.